# 結核予防会
公益財団法人結核予防会（けっかくよぼうかい、英語: Japan Anti-Tuberculosis Association）とは、診療所・病院が結核について専門的機能で診断し、関連する疾患の治療を行うことで国民の疾病予防と健康増進に寄与するとともに、結核研究所を中心に世界的課題である途上国の結核対策に国際的に貢献することを目的にしている。 元厚生労働省（健康局結核感染症課）所管。総裁は、文仁親王妃紀子。
沖縄県を除く全国の都道府県に存在し、本部との密接な連携のもと事業を行っている。支部には専業支部と統合団体（地元の法人格をもった団体が兼業で事業を行っている）がある。

## 沿革
香淳皇后の内閣総理大臣あて1939年（昭和14年）4月28日付けの令旨に基づき、国民の結核を中心とする疾病の予防のための啓発普及、調査研究等に関する事業を行うことを主な目的とする。

### 総裁
- 初代：秩父宮妃勢津子（1939年（昭和14年）5月 - 1994年（平成6年））[2]
- 第2代：秋篠宮妃紀子（1994年（平成6年）4月 - ）[2]

### 名誉総裁
- 秩父宮妃勢津子（1994年（平成6年）4月 - 1995年（平成7年）8月25日）[2]

## 事業
- 病院運営
- 結核の研究、啓発事業
- 検診事業

## 運営施設
（この節の出典）
- 総合健診推進センター - 東京都千代田区神田三崎町1-3-12
- 結核研究所 - 東京都清瀬市松山3-1-24
- 複十字病院 - 東京都清瀬市松山3-1-24
- 新山手病院 - 東京都東村山市諏訪町3-6-1
- 介護老人保健施設 保生の森 - 東京都東村山市諏訪町3-6-1

## 都道府県支部
（この節の出典 2021年1月現在）

### 北海道・東北
| 都道府県/支部名                         | 所在地                                         |
| --------------------------------------- | ---------------------------------------------- |
| 北海道 公益財団法人北海道結核予防会     | 札幌市北区北8条西3丁目28番地 札幌エルプラザ5階 |
| 青森 公益財団法人青森県総合健診センター | 青森市佃2丁目19-12                             |
| 岩手 公益財団法人岩手県予防医学協会     | 盛岡市北飯岡4丁目8番50号                       |
| 宮城 公益財団法人宮城県結核予防会       | 仙台市青葉区中山吉成2丁目3番1号                |
| 秋田 公益財団法人秋田県総合保健事業団   | 秋田市千秋久保田町6番6号                       |
| 山形 公益財団法人やまがた健康推進機構   | 山形市蔵王成沢字向久保田2220番地               |
| 福島 公益財団法人福島県保健衛生協会     | 福島市方木田字水戸内19-6                       |

### 関東・甲信越
| 都道府県/支部名                         | 所在地                                  |
| --------------------------------------- | --------------------------------------- |
| 茨城 公益財団法人茨城県総合健診協会     | 水戸市笠原町489番地の5                  |
| 栃木 公益財団法人栃木県保健衛生事業団   | 宇都宮市駒生町3337－1 とちぎ健康の森3階 |
| 群馬 公益財団法人群馬県健康づくり財団   | 前橋市堀之下町16番1                     |
| 埼玉 公益財団法人埼玉県健康づくり事業団 | 比企郡吉見町江和井410番地1              |
| 千葉 公益財団法人ちば県民保健予防財団   | 千葉市美浜区新港32番地14                |
| 東 京 公益財団法人 東京都結核予防会     | 墨田区両国4丁目5番9号                   |
| 神奈川 公益財団法人神奈川県結核予防会   | 横浜市中区元浜町4-32 県民共済馬車道ビル |
| 山梨 公益財団法人山梨県健康管理事業団   | 甲府市宝1丁目4－16                      |
| 長野 公益財団法人長野県健康づくり事業団 | 長野市稲里町田牧206-1                   |
| 新潟 公益財団法人新潟県保健衛生センター | 新潟市中央区白山浦2丁目180番地5         |

### 東海・北陸
| 都道府県/支部名                             | 所在地                                        |
| ------------------------------------------- | --------------------------------------------- |
| 富山 公益財団法人富山県健康づくり財団       | 富山市蜷川373番地                             |
| 石川 公益財団法人石川県成人病予防センター   | 金沢市鞍月東2丁目6番地                        |
| 福井 公益財団法人福井県健康管理協会         | 福井市真栗町47-48                             |
| 静岡 公益財団法人静岡県結核予防会           | 静岡市葵区南瀬名町6番20号                     |
| 愛知 公益財団法人愛知県健康づくり振興事業団 | 豊明市沓掛町石畑142-20                        |
| 岐阜 公益財団法人岐阜県教育文化財団         | 岐阜市学園町3丁目42番地 ぎふ清流文化プラザ1階 |
| 三重 公益財団法人三重県健康管理事業センター | 津市観音寺町字東浦446番地の30                 |

### 近畿
| 都道府県/支部名                               | 所在地                                                  |
| --------------------------------------------- | ------------------------------------------------------- |
| 滋賀 公益財団法人滋賀県健康づくり財団         | 大津市御殿浜6番28号                                     |
| 京都 一般財団法人京都予防医学センター         | 京都市中京区西ノ京左馬寮町28番地                        |
| 大阪 一般財団法人大阪府結核予防会             | 大阪市中央区道修町4 -6-5                                |
| 兵庫 公益財団法人兵庫県健康財団               | 神戸市兵庫区荒田町2丁目1-12                             |
| 奈良 奈良県結核予防会                         | 奈良市登大路町30 県福祉医療部医療政策局疾病対策課内     |
| 和歌山 公益財団法人和歌山県民総合健診センター | 和歌山市手平2丁目1番2号 県民交流プラザ和歌山ビック愛5階 |

### 中国・四国
| 都道府県/支部名                             | 所在地                                          |
| ------------------------------------------- | ----------------------------------------------- |
| 鳥取 公益財団法人鳥取県保健事業団           | 鳥取市富安2丁目94番4                            |
| 島根 公益財団法人島根県環境保健公社         | 松江市古志原1丁目4番6号                         |
| 岡山 公益財団法人岡山県健康づくり財団       | 岡山市北区平田408－1                            |
| 広島 公益財団法人広島県地域保健医療推進機構 | 広島市南区皆実町1丁目6番29号                    |
| 山口 公益財団法人山口県予防保健協会         | 山口市吉敷下東3丁目1番1号 山口県総合保健会館3階 |
| 徳島 公益財団法人とくしま未来健康づくり機構 | 徳島市蔵本町1丁目10番地3                        |
| 香川 公益財団法人香川県総合健診協会         | 高松市郷東町587-1 香川県教育センター5階         |
| 愛媛 公益財団法人愛媛県総合保健協会         | 松山市味酒町1丁目10番地5                        |
| 高知 公益財団法人高知県総合保健協会         | 高知市桟橋通6丁目7番43号                        |

### 九州・沖縄
| 都道府県/支部名                               | 所在地                                                 |
| --------------------------------------------- | ------------------------------------------------------ |
| 福岡 公益財団法人ふくおか公衆衛生推進機構     | 福岡市中央区天神4丁目1番32号                           |
| 佐賀 公益財団法人佐賀県健康づくり財団         | 佐賀市水ヶ江1丁目12番10号 佐賀メディカルセンタービル内 |
| 長崎 公益財団法人長崎県健康事業団             | 諫早市多良見町化屋986-3                                |
| 熊本 公益財団法人熊本県総合保健センター       | 熊本市東区東町4-11-1                                   |
| 大分 公益財団法人大分県地域保健支援センター   | 大分市大字駄原2892番地の1                              |
| 宮崎 公益財団法人宮崎県健康づくり協会         | 宮崎市霧島1丁目1-2 総合保健センター内                  |
| 鹿児島 公益財団法人鹿児島県民総合保健センター | 鹿児島市下伊敷3丁目1番7号                              |
|                                               |                                                        |